# Armeni, Sibiu
Armeni este un sat în comuna Loamneș din județul Sibiu, Transilvania, România. Se află în partea de vest a județului, în Podișul Secașelor. Anul primei atestări documentare este 1290-1295 în actul „Terra Scekes; villam Zekes“.

## Monumente
- Biserica „Sfinții Arhangheli” (Biserica Veche), greco-catolică
- Biserica „Sfântul Nicolae” (Biserica Nouă), ortodoxă

## Imagini

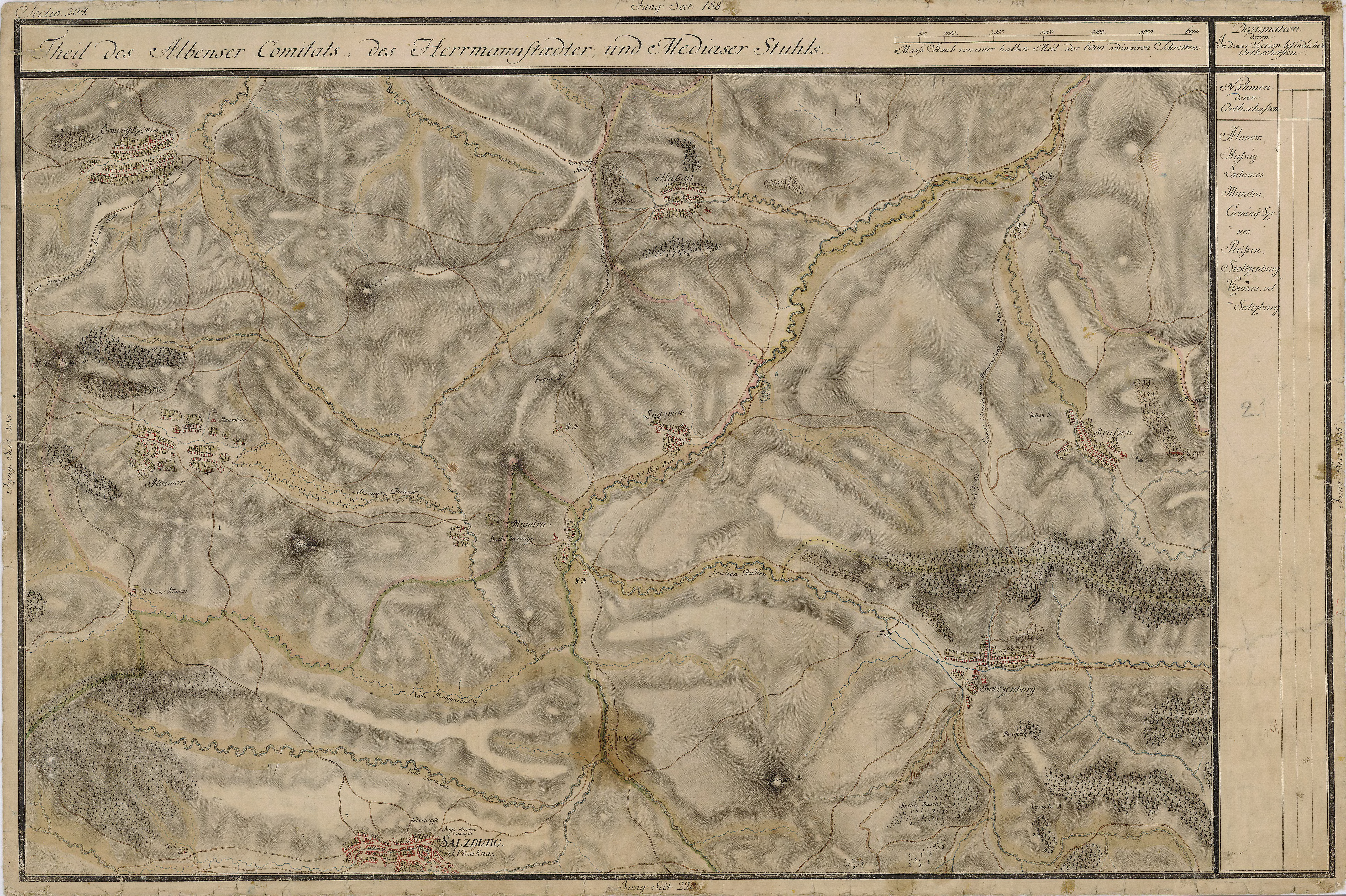
Armeni în Harta Iosefină a Transilvaniei, 1769- 1773